# Кемпер
 Тази статия е за града във Франция.  За окръга вижте Кемпер (окръг).  
Кемпѐр (на френски: Quimper, на бретонски Kemper) е град в Западна Франция, център на департамента Финистер, регион Бретан. Разположен е в близост до брега на Атлантическия океан, около мястото на вливането на реките Стеир, Фру, Же и Оде в Атлантическия океан. Населението на града е 126 730 души (2014).

## История
Градът е създаден по времето на Римската империя. Името му идва от бретонската дума Kemper (Кемпер), която означава място, където се сливат реки.

## Известни личности
Родени в Кемпер
- Макс Жакоб (1876-1944), поет

Починали в Кемпер
- Жан-Люк Деан (1940-2014), белгийски политик